# Satoru Takizawa
Satoru Takizawa (...) è un autore di videogiochi giapponese, noto per aver lavorato in qualità di game designer a serie di punta della Nintendo come Lylat Wars e The Legend of Zelda. In particolare, ha svolto il ruolo di direttore artistico  nello sviluppo di Twilight Princess.

## Videogiochi
- Super Mario 64 (1996)
- Star Fox 64 (1997)
- The Legend of Zelda: Ocarina of Time (1998)
- The Legend of Zelda: Twilight Princess (2006)
- Star Fox 64 3D (2011)
- The Legend of Zelda: Skyward Sword (2011)
- The Legend of Zelda: Breath of the Wild (2017)
- The Legend of Zelda: Tears of the Kingdom (2023)